# Lyriel
Lyriel — немецкая группа, основанная в 2003 году и исполняющая музыку в стиле кельтский фолк-метал.

## История
Группа была образована осенью 2003 года в городе Гуммерсбах, Германия. Основатель группы, гитарист Oliver Thierjung, до этого игравший в группе Sorrowsend, решил создать свой собственный мелодичный проект с вокалисткой Jessica Thierjung. Два других музыканта Sorrowsend также присоединились к проекту: басист Sven Engelmann и ударник Daniel de Beer. Позже в группу пришли Martin Ahman (клавишные), Linda Laukamp (виолончель) и Joon Laukamp (скрипка). До 2008 года этот состав музыкантов оставался неизменным.
Летом 2004 года музыканты подписывают контракт с независимым лейблом Black Bards Entertainment.
17 января 2005 года выходит дебютный альбом Prisonworld. Одним из хитов альбома становится песня «Lind E-huil», исполненная на эльфийском языке синдарине, придуманном Дж. Р. Р. Толкином. Другой хит, «The Symmetry of Disfiguration», был написан под впечатлением от комикса ElfQuest Ричарда и Венди Пини.
Lyriel отправляются вместе с Elis и Visions of Atlantis в турне «Dark Clouds in a Perfect Sky» по Германии, Австрии и Бельгии. После этого вокалистка Джессика выступает в качестве приглашенного вокалиста у Xandria на альбоме India, исполнив песню «Like a Rose on the Grave of Love». Также Lyriel участвуют в «Фестивале кельтского рока» в замке Грейфенштайн, в Гессене. По итогам концерта группа выпускает концертный DVD Live Auf Burg Greifenstein.
В 2006 году группа принимает участие в Romantic Darkness Tour с Regicide и Xandria. 29 сентября 2006 года группа выпускает второй альбом Autumntales. Одним из хитов альбома становится баллада «My Favorite Dream», записанная при участии Sabine Dunser из Elis. Так же группа представила кавер-версию известной песни Hijo de la luna, исполненную в своем фирменном стиле. Сочетание струнных партий с воздушным вокалом Джессики были особо отмечены музыкальными критиками.
В сентябре 2008 года из группы уходит Daniel de Beer, и его место занимает Marcus Fidorra.
В 2009 году группа переходит на лондонский лейбл Femme Metal Records. К середине года они выпускают два первых ремастеризованных альбома на двойном CD The First Chapters.
29 апреля 2010 года Lyriel выпускают свой третий альбом Paranoid Circus, который собирает положительные отзывы критиков и фанатов по всему миру. В качестве гостя на альбоме выступает немецкий актёр разговорного жанра Simon Jager, записавший на вступлении и треке в середине альбома выдержки из рассказа Германа Гессе «Волк». По отзывам критиков, новый альбом поддерживает высокий музыкальный уровень, установленный двумя предыдущими.
1 января 2011 года группа заключает контракт с AFM Records и перезаписывает Paranoid Circus в новом оформлении.
В феврале 2012 года выходит четвертый альбом группы Leverage. Треки в новом для Lyriel жанре симфонического металла оказались не менее удачными, чем привычные фолковые мелодии. В качестве гостя на альбоме принимает участие Thomas Lindner, вокалист Schandmaul. Leverage собирает положительные отзывы в музыкальных изданиях Германии, Австрии и Великобритании. Вместе с этим критики заключают, что альбом сильно теряет в драйве и энергетике ближе к концу, чего ранее за группой не замечалось, и рекомендуют продолжать развитие в направлении более тяжелой музыки. Верные своим традициям, музыканты включили в альбом две песни на основе стихов Роберта Фроста («The Road Not Taken») и Шарлотты Бронте («Parting»).

## Стиль
Музыкальный репертуар группы разнообразен, от легких воздушных баллад и средневековых мелодий до метал-боевиков с элементами классической и кельтской фолк-музыки. Сочетание этих элементов придаёт музыке Lyriel свой особый стиль. Сами музыканты определяют свою музыку как «Тёмный романтичный кельтский рок». В ранних записях сильно ощущалось влияние средневекового фолка в духе Blackmore’s Night, но с четвертого альбома группа «утяжелила» звучание и стала больше склоняться к симфоническому металлу с элементами готики.
На концертах музыканты используют «живые» виолончель и скрипку, в отличие от большинства других групп жанра, которые исполняют струнные партии на клавишных.

## Состав
- Jessica Thierjung (вокал)
- Oliver Thierjung (гитара)
- Tim Sonnenstuhl (гитара)
- Linda Laukamp (виолончель)
- Joon Laukamp (скрипка)
- Marcus Fidorra (ударные)
- Steffen Feldmann (бас)

Бывшие участники:
- Daniel de Beer
- Sven Engelmann
- Martin Ahmann
- Johannes Anand
- Matthias Kirchler

## Дискография
Студийные альбомы:
- Prisonworld (2005)
- Autumntales (2006)
- Paranoid Circus (2010)
- Leverage (2012)
- Skin And Bones (2014)

Сборники:
- The First Chapters (2009)

Концертные DVD:
- Live aus Burg Greifenstein (2005)